# Jóltie Kopani
Jóltie Kopani o Jólltie Kopani - Жёлтые Копани (rus) - és un khútor del krai de Krasnodar, a Rússia. Es troba a la vora del riu Jóltie Kopani, afluent de l'Albaixí. És a 19 km al sud-oest de Starominskaia i a 151 km al nord de Krasnodar.
Pertany a l'stanitsa de Starominskaia.